# Bert Oosterbosch
Bert Oosterbosch (ur. 30 lipca 1957 w Eindhoven, zm. 18 sierpnia 1989 w Lekkerkerk) – holenderski kolarz torowy i szosowy, szosowy mistrz świata oraz dwukrotny medalista torowych mistrzostw świata.

## Kariera
Pierwszy sukces w karierze Bert Oosterbosch osiągnął w 1978 roku, kiedy wspólnie z Janem van Houwelingenem, Guusem Bieringsem i Bartem van Estem zdobył złoty medal w drużynowej jeździe na czas na szosowych mistrzostwach świata w Nürburg. Na rozgrywanych rok później torowych mistrzostwach świata w Amsterdamie Oosterbosch zwyciężył w indywidualnym wyścigu na dochodzenie zawodowców. W tej samej konkurencji Holender wywalczył również brązowy medal na mistrzostwach świata w Brnie w 1981 roku, ulegając jedynie Alainowi Bondue z Francji i Hansowi-Henrikowi Ørstedowi z Danii. W wyścigach szosowych zwyciężył między innymi w: Tour de Luxembourg (1980), Cztery Dni Dunkierki (1981), Ronde van Nederland (1982) i Driedaagse van De Panne-Koksijde (1984).
W 1988 roku musiał zakończyć karierę z powodu przewlekłej kontuzji kolana. Do kolarstwa wrócił rok później i 13 sierpnia 1989 roku wygrał wyścig. Pięć dni później zmarł nagle na zawał serca. Jego żoną była Marian Bik, z którą miał dwie córki: Nathalie i Joyce.